# Erntemesser
Das Erntemesser ist der prähistorische Vorläufer, vielleicht auch zeitweiliger Begleiter der Sichel, durch die es letztlich ersetzt wurde. Es ist neben der Sichel eines der ältesten Kulturwerkzeuge. Zur Schäftung siehe: Schäftung (Vor- und Frühgeschichte).
Erntemesser dienten bereits im Proto-Natufium um 15.000 v. Chr. in der Levante zum Schneiden von Wildgetreide. Sie bestanden – im Gegensatz zur Sichel – aus geradem Holz oder Geweihstücken, in die mit Harz oder ähnlichem Material Feuersteinklingen eingeklebt wurden.